# Swietica (rejon totiemski)
Swietica (ros. Светица) – wieś w Rosji, w rejonie totiemskim obwodu wołogodzkiego. W 2010 r. liczyła 4 mieszkańców.